# كيتي جروز
كيتي جروز مواليد 5 أبريل 1994 في بودابست، هي لاعبة كرة يد وكرة يد شاطئية مجرية تلعب كجناح أيسر. فازت بجائزو أفضل لاعبة كرة يد شاطئية مجرية في 2007.